# Дебидвар
Дебидвар (бенг. দেবীদ্বার, англ. Debidwar) — город на юго-востоке Бангладеш, административный центр одноимённого подокруга. Площадь города равна 4,32 км². По данным переписи 2001 года, в городе проживало 9782 человека, из которых мужчины составляли 52,32 %, женщины — соответственно 47,68 %. Плотность населения равнялась 2264 чел. на 1 км². Уровень грамотности населения составлял 56,9 % (при среднем по Бангладеш показателе 43,1 %). 